# Themistoklís Diakidis
Themistoklís Diakidis (en grec Θεμιστοκλής Διακίδης; 22 d'agost de 1882 - Patres, 8 de maig de 1944) va ser un atleta grec que va competir a començaments del segle xx.
Especialitzat en el salt d'alçada, el 1906 va prendre part en els Jocs Intercalats d'Atenes, on va disputar dues proves del programa d'atletisme. Va guanyar la medalla de bonze en la competició del salt d'alçada, amb un millor salt de 1m 72cm. En el salt d'alçada aturat fou setè.